# Фридрих III фон Флекенщайн
Фридрих III фон Флекенщайн (на немски: Friedrich IV von Fleckenstein; * пр. 1400; † 2 юли 1431, Булгневил, Франция) от линията Дагщул на благородническата фамилия Флекенщайн до северните Вогези в Елзас, е рицар, господар на Дагщул в Саарланд, Байнхайм и Маденбург, шериф на Долен Елзас.

## Произход
Той е син на Хайнрих XI фон Флекенщайн († 1420) и първата му съпруга Йохана фом Хауз-Изенхайм († сл. 1378), дъщеря на Дитрих фом Хауз, господар на Изенхайм. Вероятно е син от втората съпруга на баща му. Баща му се жени втори път сл. 1378 г. за графиня Агнес фон Мьорз-Сарверден. Той е брат или полубрат на Йохан фон Флекенщайн, епископ на Базел (1423 – 1436).
Фридрих III фон Флекенщайн е убит заедно със синът му Николаус на 2 юли 1431 г. в битката при Булгневил в Лотарингия.
Фамилията фон Флекенщайн е издигната през 1467 г. в съсловието на имперските фрайхерен. Фамилията „Флекенщайн-Дагщул“ измира през 1644 г.

## Фамилия
Първи брак: пр. 22 юни 1404 г. с Катарина Кемерер фон Вормс-Далберг († 22 юни 1422), дъщеря на Дитер II Кемерер фон Вормс, майор на Вормс († 23 септември 1398) и Гуда Ландшад фон Щайнах († 16 септември 1403). Те имат децата:
- Анна фон Флекенщайн († 1419)
- Николаус фон Флекенщайн († 2 юли 1431, битка при Булгнéвилле), господар на Дагщул, женен пр. 1431 г. за Маргарета Бузер фон Вартенберг († 1466), дъщеря на Карл Бузер фон Вартенберг († 1418) и Маргарета фон Хандшухсхайм († сл. 19 октомври 1472)
- Елза фон Флекенщайн († 21 септември 1464), омъжена ок. 1432 г. за Хайнрих Байер фон Бопард († 9 юни 1450), син на Дитрих фон Брухкастел († 1460/1461) и Бланшефлор фон Финстинген († 1451)
- Отилия фон Флекенщайн († сл. 1453), омъжена за Ханс V фон Розенберг († сл. 1456)
- Дитер фон Флекенщайн (* пр. 1432; † 1439), женен за фон Флерсхайм

Втори брак: пр. 3 април 1426 г. с Маргарета фон Хандшухсхайм († сл. 19 октомври 1472), вдовица на Карл Бузер фон Вартенберг († 1418), дъщеря на Хайнрих III фон Хандшухсхайм († ок. 1418) и Гела фон Захзенхаузен († сл. 1383). Те имат един син:
- Фридрих V фон Флекенщайн (* пр. 1447; † сл. 1467)